# Xenobiótico
Xenobióticos (do grego, xenos = estranho) são compostos químicos estranhos a um organismo ou sistema biológico. Pode ser encontrado num organismo mas não é normalmente produzido ou esperado existir nesse organismo. O termo é também aplicado a substâncias presentes em concentrações muito mais elevadas que o nível normal. Em específico, medicamentos tais como antibióticos são xenobióticos em humanos porque o corpo humano não os produz nem fazem parte da dieta humana. Agentes poluentes como dioxinas e PCBs são xenobióticos, estudando-se o seu efeito na biota. Determinados compostos naturais podem considerar-se xenobióticos se assimilados por outro organismo (por exemplo, a assimilação de hormonas humanas por peixes a jusante de uma estação de tratamento de águas residuais).
O organismo remove os xenobióticos através do denominado metabolismo ou desintoxicação de xenobióticos. Este consiste na neutralização e excreção de xenobióticos; a neutralização ocorre principalmente no fígado e as principais vias de excreção são a urina, as fezes, a respiração e o suor. O metabolismo de xenobióticos é efectuado por enzimas hepáticas em diversos passos: o xenobiótico é inicialmente activado por oxidação, redução, hidrólise ou hidratação; é então conjugado a moléculas como sulfato, glucuronato ou glutationa, sendo posteriormente excretado na bílis ou urina. A modificação química anterior à excreção torna o xenobiótico hidrossolúvel. 
O grupo de enzimas do citocromo P450 é um dos envolvidos na desintoxicação de xenobióticos no fígado. Enzimas envolvidas neste metabolismo são importantes para a indústria farmacêutica por serem responsáveis pela degradação de medicamentos.
Alguns xenobióticos são resistentes à degradação. Incluem-se neste tipo de xenobióticos substâncias como organoclorados sintéticos (como plásticos e pesticidas), ou compostos orgânicos naturais (como hidrocarbonetos poliaromáticos) e compostos fazendo parte de crude ou carvão. Diversos xenobióticos são, no entanto, possíveis de degradar por microrganismos presentes no solo. 